# Ludovic Lecomte
Ludovic Lecomte es un deportista neocaledonio que compitió en judo. Ganó una medalla de plata en el Campeonato de Oceanía de Judo de 1992, en la categoría de –65 kg.

## Palmarés internacional
| Campeonato de Oceanía | Campeonato de Oceanía      | Campeonato de Oceanía | Campeonato de Oceanía |
| Año                   | Lugar                      | Medalla               | Categoría             |
| --------------------- | -------------------------- | --------------------- | --------------------- |
| 1992                  | Wellington (Nueva Zelanda) | Medalla de plata      | –65 kg                |